# Juan Manuel Juncal Rodríguez
Juan Manuel Juncal Rodríguez, né le 2 juin 1958, est un homme politique espagnol membre du Parti populaire (PP).
Il est élu député de la circonscription de La Corogne lors des élections générales de décembre 2015.

## Biographie

### Vie privée
Il est marié et père de deux enfants.

### Profession
Il est économiste et auditeur des comptes.

### Carrière politique
Il a été député au Parlement de Galice de 1997 à 2003 puis maire de Ferrol de 2003 à 2007 et sénateur de 2008 à 2015.
Le 20 décembre 2015, il est élu député pour La Corogne au Congrès des députés et réélu en 2016.